# Bettison's Folly
La Bettison's Folly, anche nota come Bettison's Tower, si trova a Hornsea, villaggio e parrocchia civile nella contea dell'East Riding of Yorkshire Yorkshire e Humber in Inghilterra, Regno Unito. Si tratta di un capriccio architettonico, la sua costruzione risale al XIX secolo ed è un monumento classificato di secondo grado.

## Storia

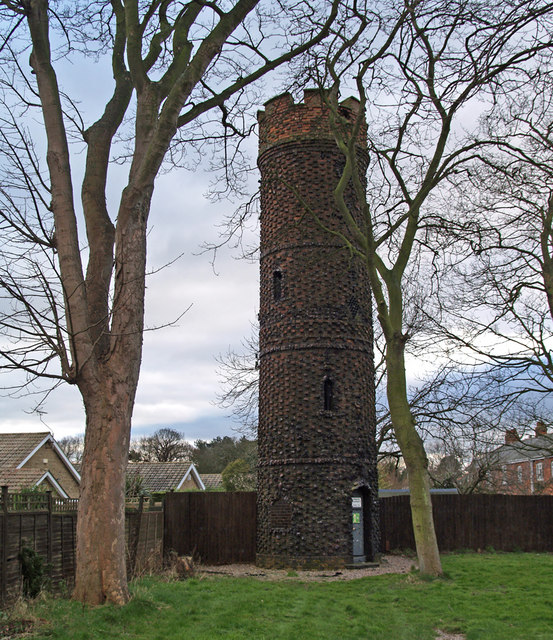
Bettison's Folly nell'abitato di Hornsea

Bettison's Folly è un capriccio architettonico edificato a Hornsea nella prima metà del XIX secolo (tra il 1829 e il 1853) per volontà di William Bettison. Nel 1829 William Bettison acquistò un rifugio di campagna a Newbegin, Hornsea, nell'East Riding of Yorkshire. Da qui ogni giorno si recava a Hull dove era proprietario di una birreria. La sua casa era dotata di un ampio giardino ed ebbe l'idea di farvi edificare questa curiosa torre costruita con i cosiddetti mattoni di melassa, scarti di lavorazione cotti eccessivamente. Bettison lasciò Hornsea circa un decennio dopo che venne ultimata questa costruzione e il suo nome rimase legato alla sua torre. Una leggenda locale narra che un ragazzo del posto sia salito sulla torre e, appendendo poi sulla sua cima un cartello con la scritta "La follia di Bettison", abbia legato il nome del birraio alla costruzione. La leggenda racconta anche che Bettison costruì la torre in modo un servo potesse arrampicarvisi, vederlo tornare da Hull in carrozza e dare l'ordine di cucinare per portare la cena in tavola pronta al suo arrivo.
Nel 1882 la tenuta fu acquistata dalla famiglia Shaw e nel 1901 venne organizzata una festa in giardino a sostegno della Wesleyan Society. L'Hull Daily Mail inviò un reporter che rimase affascinato dalla torre e si informò sulla sua storia. Un uomo del posto, certo Roxby, ricordava quando la torre era in costruzione e citò come costruttore John Russell, un muratore di Hornsea. Altre fonti dicono che fu costruita da un costruttore di Hull che non fu mai pagato perché Bettison andò in bancarotta. Roxby indicò la fonte dei mattoni nella Hornsea Burton Brickyard. Si dice che questi mattoni fossero scarti, cioè cotti troppo nella fornace. Questi mattoni, molto insoliti, hanno la caratteristica di catturare la luce di giorno e di brillare di notte. Oltre a utilizzare questi scarti della fornace, la torre ha anche finestre ottenute da bottiglie di birra, presumibilmente provenienti dal birrificio di Bettison. Durante la seconda guerra mondiale la torre fu utilizzata come un punto di avvistamento antiaereo e venne dotata di una sirena, perché Hull era la città del Regno Unito più bombardata dopo Londra.

## Descrizione
La torre chiamata Bettison's Folly si trova nell'abitato di Hornsea del East Riding of Yorkshire Yorkshire e Humber in Inghilterra, Regno Unito. Si tratta di un capriccio architettonico. La follia è costruita interamente in mattoni rustici cotti a fuoco. La torre è circolare e si alza su cinque piani separati da marcapiani in mattoni sporgenti. Il piano terra ha una porta a punta delineata in mattoni e una finestra a punta simile. Vi sono finestre a sesto acuto al primo e al secondo piano, una finestra a punta più grande e un oculo al terzo piano, tutti con contorni in mattoni sporgenti. Sul parapetto merlato vi è la cornice in mattoni a gradini. Oltre alle finestre, al secondo e al terzo piano, ci sono varie aperture vuote a forma di diamante in cui sono state inserite basi di bottiglie per formare un motivo. Il particolare monumento è raramente aperto al pubblico.

### Bene tutelato come edificio storico
L'English Heritage ha classificato dal 26 novembre 1985 il Bettison's Folly come edificio storico e monumento classificato di secondo grado col numero 1249626.